# Renault Laguna
Renault Laguna var från 1994 till 2015 namnet på det franska företagets mellanklassbil. 

## Laguna I
Den första generationen (Laguna I) ersatte 1994 Renault 21, som aldrig marknadsfördes i Sverige. Laguna erbjöds/erbjuds som halvkombi och från hösten 1995 (årsmodell 1996) även som kombi med motorer på mellan 1,6 och 3,0 liter. Hösten 1998 genomgick modellen till årsmodell 1999 en ansiktslyftning, vilket innebar nya strålkastare och baklyktor, liksom en uppdaterad inredning.

### Motoralternativ
| Modell  | Årsmodell | Motor               | Cylindervolym | Effekt     | Vridmoment | Bränslesystem               |
| ------- | --------- | ------------------- | ------------- | ---------- | ---------- | --------------------------- |
| 1.6 16V | 1999-2001 | 4-cyl radmotor DOHC | 1598 cm³      | 107 hk     | 148 Nm     | Bränsleinsprutning          |
| 1.8     | 1994-1998 | 4-cyl radmotor SOHC | 1783/1794 cm³ | 94 hk      | 142/148 Nm | Bränsleinsprutning          |
| 1.8 16V | 1999-2001 | 4-cyl radmotor DOHC | 1783 cm³      | 120 hk     | 165 Nm     | Bränsleinsprutning          |
| 2.0     | 1994-2001 | 4-cyl radmotor SOHC | 1998 cm³      | 113/114 hk | 168 Nm     | Bränsleinsprutning          |
| 2.0 S   | 1996-1999 | 4-cyl radmotor DOHC | 1948 cm³      | 139/140 hk | 176/182 Nm | Bränsleinsprutning          |
| 2.0 16V | 2000-2001 | 4-cyl radmotor DOHC | 1998 cm³      | 139 hk     | 188 Nm     | Bränsleinsprutning          |
| 3.0 V6  | 1994-1997 | V6-motor SOHC       | 2963 cm³      | 167 hk     | 235 Nm     | Bränsleinsprutning          |
| 3.0 V6  | 1998-2001 | V6-motor DOHC       | 2946 cm³      | 190 hk     | 267 Nm     | Bränsleinsprutning          |
| 1.9 dTi | 1999-2001 | 4-cyl radmotor SOHC | 1870 cm³      | 98 hk      | 200 Nm     | Direktinsprutad turbodiesel |
| 1.9 dCi | 1999-2001 | 4-cyl radmotor SOHC | 1870 cm³      | 107 hk     | 250 Nm     | Turbodiesel commonrail      |
| 2.2 d   | 1995-1998 | 4-cyl radmotor SOHC | 2188 cm³      | 83 hk      | 142 Nm     | Dieselmotor                 |
| 2.2 dT  | 1996-2000 | 4-cyl radmotor SOHC | 2188 cm³      | 113 hk     | 234/250 Nm | Turbodiesel                 |

## Laguna II
Våren 2001 ersattes Laguna I av Laguna II. I stort sett behöll denna modell grundkoncepten från sin föregångare, men kombimodellen gjordes avsevärt trängre och marknadsfördes som en "livsstilskombi". Laguna II var den första bilmodellen som erhöll högsta betyg i EuroNCAPs ansedda krocktest. Nytt för modellen var Key-less-go-systemet, som innebar att startnyckeln nu ersattes av ett kreditkortsliknande föremål. Bilen kände sedan av om ägaren var i närheten och låste således upp bilen. Starten sköttes med en särskild knapp på instrumentpanelen. År 2005 fick Laguna II en lättare ansiktslyftning, vilken gjorde att utseendet bättre knyter an till övriga Renaultmodeller.

### Motoralternativ
| Modell        | Årsmodell | Motor               | Cylindervolym | Effekt     | Vridmoment | Bränslesystem             |
| ------------- | --------- | ------------------- | ------------- | ---------- | ---------- | ------------------------- |
| 1.6 16V       | 2002-2005 | 4-cyl radmotor DOHC | 1598 cm³      | 107 hk     | 148 Nm     | Bränsleinsprutning        |
| 1.6 16V       | 2006-2007 | 4-cyl radmotor DOHC | 1598 cm³      | 112 hk     | 151 Nm     | Bränsleinsprutning        |
| 1.8 16V       | 2002-2005 | 4-cyl radmotor DOHC | 1783 cm³      | 115/120 hk | 170 Nm     | Bränsleinsprutning        |
| 2.0 IDE       | 2002      | 4-cyl radmotor DOHC | 1998 cm³      | 140 hk     | 200 Nm     | Direktinsprutning         |
| 2.0 16V       | 2003-2007 | 4-cyl radmotor DOHC | 1998 cm³      | 135 hk     | 191 Nm     | Bränsleinsprutning        |
| 2.0 16V Turbo | 2003-2005 | 4-cyl radmotor DOHC | 1998 cm³      | 163 hk     | 270 Nm     | Bränsleinsprutning, turbo |
| 2.0 16V Turbo | 2006-2007 | 4-cyl radmotor DOHC | 1998 cm³      | 170 hk     | 270 Nm     | Bränsleinsprutning, turbo |
| 2.0 16V Turbo | 2006-2007 | 4-cyl radmotor DOHC | 1998 cm³      | 204 hk     | 300 Nm     | Bränsleinsprutning, turbo |
| 3.0 V6        | 2002-2007 | V6-motor DOHC       | 2946 cm³      | 207 hk     | 285 Nm     | Bränsleinsprutning        |
| 1.9 dCi       | 2005      | 4-cyl radmotor SOHC | 1870 cm³      | 92 hk      | 230 Nm     | Turbodiesel commonrail    |
| 1.9 dCi       | 2002-2004 | 4-cyl radmotor SOHC | 1870 cm³      | 100 hk     | 200 Nm     | Turbodiesel commonrail    |
| 1.9 dCi       | 2002      | 4-cyl radmotor SOHC | 1870 cm³      | 107 hk     | 250 Nm     | Turbodiesel commonrail    |
| 1.9 dCi       | 2006-2007 | 4-cyl radmotor SOHC | 1870 cm³      | 110 hk     | 260 Nm     | Turbodiesel commonrail    |
| 1.9 dCi       | 2002-2005 | 4-cyl radmotor SOHC | 1870 cm³      | 120 hk     | 270 Nm     | Turbodiesel commonrail    |
| 1.9 dCi       | 2006-2007 | 4-cyl radmotor SOHC | 1870 cm³      | 130 hk     | 300 Nm     | Turbodiesel commonrail    |
| 2.0 dCi       | 2006-2007 | 4-cyl radmotor DOHC | 1995 cm³      | 150 hk     | 340 Nm     | Turbodiesel commonrail    |
| 2.0 dCi       | 2006-2007 | 4-cyl radmotor DOHC | 1995 cm³      | 173 hk     | 360 Nm     | Turbodiesel commonrail    |
| 2.2 dCi       | 2003-2004 | 4-cyl radmotor DOHC | 2188 cm³      | 150 hk     | 320 Nm     | Turbodiesel commonrail    |
| 2.2 dCi       | 2005-2006 | 4-cyl radmotor DOHC | 2188 cm³      | 139 hk     | 320 Nm     | Turbodiesel commonrail    |

## Laguna III

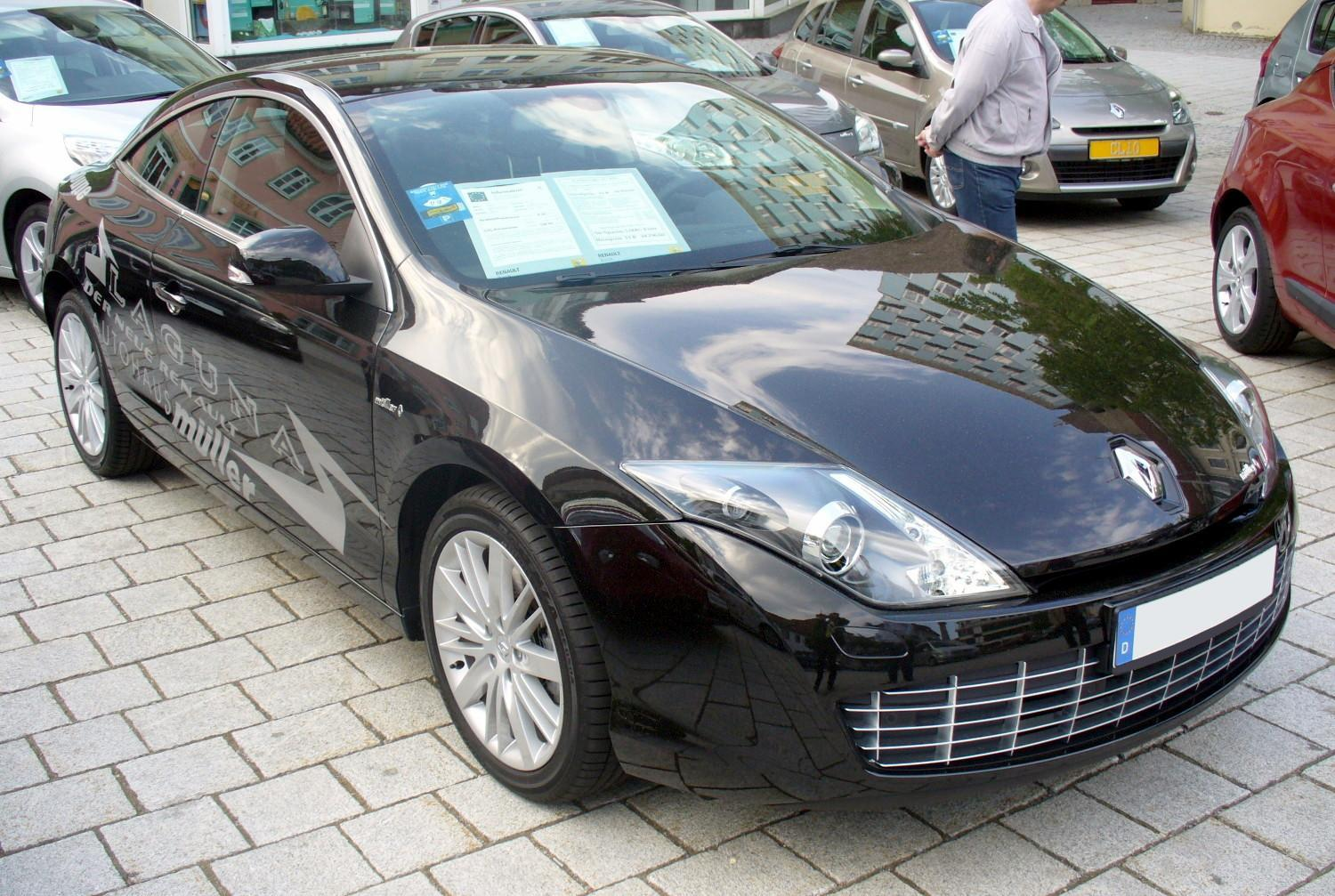
Renault Laguna Coupé

I oktober 2007 släpptes en ny version av Laguna, Laguna III. Den finns även i en tvådörrars coupéversion.
2015 lades Laguna-serien ner och ersattes av Renault Talisman.

### Motoralterativ
| Bensin: - 1,6 liter 16V (110 hk / 151 Nm) - 2,0 liter 16V (140 hk / 195 Nm) - 2,0 liter Turbo (170 hk / 270 Nm) - 2,0 liter Turbo (204 hk / 300 Nm) - 3,5 liter 24V (238 hk / 330 Nm) | Diesel: - 1,5 liter dCi (110 hk / 240 Nm) - 2,0 liter dCi (131 hk / 320 Nm) - 2,0 liter dCi (150 hk / 340 Nm) - 2,0 liter dCi (173 hk / 380 Nm) - 2,0 liter dCi (178 hk / 400 Nm) - 3,0 liter dCi (235 hk / 450 Nm) |

- Wikimedia Commons har media som rör Renault Laguna.